# Sprejemljivost
Sprejemljivost je osebnostna lastnost, z izrazom opisujemo individualne razlike v prijetnosti, prijaznosti in ujemanju v odnosih z drugimi. Osebe, ki so visoko sprejemljive so torej kooperativne, prijazne, nesebične, prijateljske, radodarne in empatične.
Sprejemljivost se pojavlja v prostih opisih in v ocenah v vseh kulturah, ki so jih raziskovali doslej. Npr. Kohnstamm, Halverson, Mervielde in Havill (1998, v: Graziano in Tobin, 2009) so starše iz 11 različnih kulturnih okolij prosili, da opišejo svoje otroke. Približno polovica prostih opisov je vključevalo sprejemljivost in ekstravertnost. Seveda so se kulture razlikovale v pomembnosti, ki so jo pripisovale sprejemljivosti, toda vse so jo opisovale. V psihologiji ima kratko zgodovino preučevanja, saj so se lastnosti te dimenzije, kot je npr. kooperativnost, empatija, sočutje in popustljivost, kot del osebnostnega opisa pojavile šele s taksonomijo velikih pet (De Raad in Perguini, 2002; v: Avsec, 2007).

## Merjenje sprejemljivosti
Sprejemljivost lahko merimo s pripomočki, ki merijo velikih pet osebnostnih lastnoti, to so na primer Vprašalnik petih velikih faktorjev ali BFQ, Ocenjevalna lestvica velikih pet ali BFO in Vprašalnik petih velikih faktorjev ali BFI.

## Povezave in vpliv sprejemljivosti
Sprejemljivost je bistvenega pomena za psihično blagostanje oz. dobro počutje in napoveduje duševno zdravje, pozitivna čustva in dobre odnose z drugimi(DeNeve in Cooper, 1998; Schmutte in Ryff, 1997, v: Laursen, Pulkkinen in Adams, 2002).
Glede na to, da genetska podlaga ni vzrok za otroško težavnost, so avtorji začeli iskati vzroke za težavnost v stopnji izraženosti sprejemljivosti (Graziano, 1994, v: Laursen, Pulkkinen in Adams, 2002). Bolj kot temperament, težavnost obsega impulzivnost, prilagodljivost in negativen karakter (Bates, 1986, v: Laursen, Pulkkinen in Adams, 2002), ki imajo vsi neposreden vpliv na socialne interakcije in medosebne odnose.
Tako bi naj imela sprejemljivost v odraslosti svoj izvor v čustveni in vedenjski kontroli, ki se kaže v otroštvu v sodelovanju, samokontroli, vztrajnosti in izražanju čustev (Ahadi in Rothbart, 1994; Caspi, 1998; Pulkkinen, 1982, 1996, v: Laursen, Pulkkinen in Adams, 2002 ).
Sprejemljivost opisuje sposobnost razumeti se z drugimi. Ker se kaže v medosebnih odnosih, naj bi bil vpliv sprejemljivosti najbolj jasen na področju družbene prilagojenosti in sprejemanja v družbi. Podatki iz nekliničnih in kliničnih vzorcev otrok in mladostnikov povezujejo sprejemljivost s hkratnimi  težavami pozunanjenja (Ehrler, Evans, in McGhee,1999; Huey in Weisz, 1997; John idr.; Victor, 1994, v: Laursen, Pulkkinen in Adams, 2002 ).
Sprejemljivost otrok in mladostnikov povezujejo tudi z raznolikimi vzporednimi rezultati kot so sposobnosti reševanja konfliktov, šolska prilagojenost, vrstniški status in samospoštovanje (Graziano, Jensen-Campbell in Finch, 1997; Graziano in Ward, 1992; Jensen-Campbell in Graziano, 2001; Scholte idr., 1997, v: Laursen, Pulkkinen in Adams, 2002  ).
V zgodnji odraslosti posamezniki s težavami pozunanjenja in tudi s težavami ponotranjenja dosegajo nižje stopnje sprejemljivosti ter komunosti in višje stopnje negativne emocionalnosti, kot tisti ki so brez teh težav (Krueger, Caspi, Moffitt, Silva in McGee, 1996; Trull in Sher, 1994, v: Laursen, Pulkkinen in Adams, 2002). Podobno tudi poročajo, da sprejemljivost posreduje pri povezavi med jezo in depresivnostjo (Finch in Graziano, 2001, v: Branje, van Lieshout in van Aken, 2005).
V odraslosti je nizka sprejemljivost povezana s tveganjem za zdravje (Laursen, Pulkkinen in Adams, 2002). Visoka sprejemljivost, predvsem zaupanje in poštenost, je povezana z dolgim življenjem (Friedman idr., 1995; John in Srivastava, 1999, v: Laursen, Pulkkinen in Adams, 2002).
Dve študiji omenjata, da sprejemljivost napoveduje kasnejšo prilagojenost. V prvi študiji sprejemljivost  napoveduje študijsko uspešnost, kontrolo vedenja in socialno kompetentnost 10 let kasneje (Shiner, 2000, v: Laursen, Pulkkinen in Adams, 2002 ). V drugi študiji so ugotovili, da imajo eksplozivni in razdražljivi otroci  večje možnosti za ločitev v odraslosti. Zlovoljni moški so imeli nižjo izobrazbo, nižji poklicni status in nižjo delovno stabilnost. Zlovoljne ženske pa so se poročale z moškimi, ki imajo podobne nižje profile dosežkov (Caspi, Elder in Bem, 1987, v: Laursen, Pulkkinen in Adams, 2002).

## Sprejemljivost kot posrednik
Izmed petih velikih faktorjev osebnosti, ima sprejemljivost pomembno vlogo v socialni percepciji in kogniciji (Graziano In Eisenberg, 1997; v: Avsec, 2007). Sprejemljivost je posrednik pri različnih vrstah medosebnega vedenja (Graziano in Tobin, 2009). Wiggins (1991, v: Avsec, 2007) izhaja iz medosebnih odnosov in meni, da sta v ozadju medosebnega vedenja dva glavna motivacijska sistema, in sicer agentnost in komunost (Bakan, 1966; v: Avsec, 2007). Agentnost se nanaša na nagon po samopotrjevanju, asertivnosti, individualizaciji, komunost pa se nanaša na težnjo posameznika po združevanju v večje socialne enote in vsebuje lastnosti, kot so kooperativnost, skrb za druge in oblikovanje medosebnih odnosov, torej lastnosti, ki sestavljajo sprejemljivost (Avsec, 2007).
Če se osebe razlikujejo v motivaciji za ohranjanje pozitivnih odnosov z drugimi, potem lahko pričakujemo, da bodo osebe, ki kažejo višje stopnje take motivacije, kazale bolj pozitivna in konstruktivna vedenja na različnih vedenjskih področjih kot tisti, ki kažejo nižje stopnje take motivacije.
Ljudje z visoko izraženo sprejemljivostjo so priljubljeni pri vrstnikih tudi zato, ker projicirajo pozitivnost na druge in iščejo izgovore za pomanjkljivosti pri drugih (Graziano in Tobin, 2002).  Ljudje z visoko izraženo sprejemljivostjo pričakujejo, da bodo tudi drugi prijetni in prijazni. Prav tako se kaže, da tako vedenje izzovejo tudi pri svojih partnerjih.
Študija Ode, Robinson in Wilkowski (2008) je pokazala, da se pri osebah z višje izraženo sprejemljivostjo, zveza med jezo in nevroticizmom močno zmanjša. Ode in Robinson (2008, v: Graziano in Tobin, 2009) sta odkrila tudi podobne vplive sprejemljivosti na odnos med nevroticizmom in depresivnimi simptomi.
Študija Jensen-Campbell in Graziano (2005, v: Graziano in Tobin, 2009) je pokazala, da visoka izraženost vestnosti lahko delno kompenzira nižje izraženo sprejemljivost (in obratno) pri napovedovanju varanja med mladostniki.

### Sprejemljivost in medosebno vedenje
Sprejemljivost  lahko razumemo v okviru misli, občutij in vedenj, ki so povezana z njo (Shadish, Cook in Campbell,2002, v: Graziano in Tobin, 2009 ). Na splošno je sprejemljivost pozitivno povezana s prilagoditvenimi družbenimi vedenji (npr. reševanje konfliktov, čustvena dovzetnost, pomoč drugim) in negativno povezana s slabo prilagoditvenim vedenjem (npr. predsodki, stigmatizacija) (Graziano in Tobin, 2009).
Medosebni konflikti, sodelovanje, pomoč in prosocialno vedenje ter predsodki, so štiri področja,ki  vsebujejo pomembne elemente socialne motivacije in socialne kognicije. Prav tako so povezana s procesi kontrole in regulacije. Graziano in Tobin (2009) torej predvidevata, če je sprejemljivost povezana z razlikami v motivaciji za vzdrževanje pozitivnih odnosov z drugimi in če ta motivacija odraža procese kontrole in regulacije, ki stojijo za sprejemljivostjo, potem bi bila na vsakem od teh štirih področij (medosebni konflikti , sodelovanje, pomoč in prosocialno vedenje, predsodki)  sprejemljivost  pomemben posrednik pri vedenju.

### Sprejemljivost in konflikti
V ozadju sprejemljivosti je motivacijski sistem komunost, ki pomeni željo po enotnosti, intimnosti in solidarnosti z drugimi (Wiggins, 1991, v: Graziano in Tobin, 2009 ). Večina ljudi teži k potrjevanju pogajanj in k pogajalskim taktikam pri reševanju konfliktov. Vendar je bila razlika med osebami z nizko izraženo sprejemljivostjo in osebami z visoko izraženo sprejemljivostjo maksimalna, ko so bile v igri destruktivne taktike (npr. fizično nasilje). Osebe z nizko izraženo sprejemljivostjo so namreč poročale, da so destruktivne taktike na splošno bolj sprejemljive. Nadalje so posamezniki z visoko izraženo sprejemljivostjo težili po zaznavanju manj konfliktov v njihovih socialnih interakcijah, poročali bolj naklonjeno o njihovih partnerjih v interakciji in izvabljali manj konfliktov pri njihovih partnerjih. Posamezniki z visoko izraženo sprejemljivostjo so pri drugih zaznani kot osebe, ki prikazujejo manj napetosti in nestrpnosti v svojih interakcijah.
Glede na ta spoznanja sta Jensen-Campbell in Graziano (2001) izpeljala študijo v kateri sta preučevala povezavo med sprejemljivostjo in konflikti pri mladostnikih v srednji šoli. Posamezniki z višje izraženo sprejemljivostjo so poročali o konfliktnih vzorcih, ki vključujejo bolj konstruktivne načine reševanja problemov v njihovih vsakdanjih interakcijah glede na vrstnike. Tako je sprejemljivost v vseh starostih in glede na vso metodologijo  povezana s pozitivnimi rešitvami konfliktov, verjetno zaradi motivacije po razumevanju in dobrih odnosih z drugimi, ki stoji za sprejemljivostjo.

### Sprejemljivost in sodelovanje
Sprejemljivost je povezana z vedenjem v tekmovalnih in sodelovalnih situacijah. Graziano in kolegi (1997, v: knjiga iz naše knjižnice, ki jo čakam) so preiskovali vzorce tekmovalnega in sodelovalnega vedenja pri študentih. Celotno gledano je bila sprejemljivost negativno povezana s tekmovalnostjo v skupinah in pozitivno povezana s pričakovanji o vzajemnem sodelovanju v skupinskih interakcijah. Prav tako so odkrili, da tekmovalnost posreduje v povezavi med sprejemljivostjo in sodelovanjem, kar kaže na to, da posamezniki z nizko izraženo sprejemljivostjo težijo h gledanju nase kot na manj medsebojno odvisne z drugimi člani skupine in da reagirajo z bolj tekmovalnim vedenjem glede na njihove vrstnike z višje izraženo sprejemljivostjo. Kaže, da osebe z višje izraženo sprejemljivostjo preoblikujejo tekmovalne situacije v sodelovalne. Ta sprememba  je lažje izvedljiva, če imajo  tudi drugi člani skupine visoko izraženo sprejemljivost.

### Sprejemljivost, pomoč in prosocialno vedenje
Sprejemljivost prav tako igra pomembno vlogo v doživljanju pozitivnih čustev znotraj konteksta medosebnih odnosov. Sprejemljivost je med petimi velikimi faktorji edina, ki pomembno korelira z obema glavnima aspektoma prosocialnih emocij, empatično skrbjo in osebnim distresom. Korelacije med sprejemljivostjo in empatijo so konsistentno visoke in pozitivne (Graziano, Habashi, Sheese in Tobin, 2007). Sprejemljivost je bila povezana tudi z drugimi prosocialnimi vedenji (npr. prostovoljna pomoč drugim, ki jo potrebujejo).
Graziano, Habashi, Sheese in Tobin (2007) so ugotovili, da so študenti z višje izraženo sprejemljivostjo bolj pripravljeni pomagati študentom z drugih univerz kot tisti z nižje izraženo sprejemljivostjo. Prav tako so nudili pomoč bolj pogosto kot njihovi kolegi z nižje izraženo sprejemljivostjo. Pokazalo se je tudi, da je empatični odziv  bolj avtomatski pri osebah z višje izraženo sprejemljivostjo glede na vrstnike.
Isti avtorji so v scenariju, v katerem so udeleženci lahko nudili pomoč sorodniku, prijatelju ali neznancu odkrili, da posamezniki z visoko izraženo sprejemljivostjo bolj verjetno poročajo o pripravljenosti za pomoč širšemu razponu drugih kot pa tisti z nižje izraženo sprejemljivostjo.
Raziskave kažejo, da so motivi, ki stojijo za sprejemljivostjo, povezani z večjim doživljanjem empatije in da to čustveno doživljanje vodi k večji pripravljenosti za pomoč.
Graziano, Habashi, Sheese in Tobin (2007) so v eni izmed raziskav ugotavljali povezavo med sprejemljivostjo in prosocialno motivacijo. Menili so, da lahko prosocialna motivacija predstavljala temelj sprejemljivosti. V govoru je namreč sprejemljivost povezana z besedami kot so simpatičen, velikodušen, prizanesljiv in pripravljen pomagati (Goldberg, 1992; Graziano, Jensen-Campbell, Steele in Hair, 1998; Graziano in Tobin, 2002; Kohnstamm, Halverson, Mervielde, in Havill, 1998; v: Graziano idr., 2007). Prosocialna motivacija in socialna odgovornost, sta morebiti osnovna socialno-kognitivna procesa, ki ju ocenjevalci prepoznajo pri drugih, ko jim pripisujejo lastnosti značilne za sprejemljivost.
Graziano idr. (2007) so ugotovili, da individulane razlike v prosocialni motivaciji vplivajo na to komu bo oseba pomagala (sorodniku, prijatelju oziroma neznancu). Udeleženci z visoko izraženo sprejemljivostjo so namreč pogosteje ponudili pomoč žrtvam, poleg tega pa je bila njihova pomoč manj vezana na sorodstvo, v primerjavi z udeleženci z nizko izraženo sprejemljivostjo.

### Sprejemljivost in predsodki
Graziano, Bruce, Sheese in Tobin (2007) so raziskovali, če motivi, ki so za sprejemljivostjo, vodijo posameznike, da se različno odzivajo na posameznike iz stigmatiziranih skupin (npr. osebe s prekomerno telesno težo).
Posamezniki z visoko izraženo sprejemljivostjo so poročali o manj negativnih reakcijah na večino skupin, vključujoč tradicionalne tarče predsodkov (homoseksualci, Judi, Hispanoameričani) glede na njihove vrstnike. Celotno gledano, so se udeleženci z nizko izraženo sprejemljivostjo bolj pogosto odzivali z reakcijami polnimi predsodkov kot posamezniki z visoko izraženo sprejemljivostjo.

### Čustveni procesi, ki so v ozadju sprejemljivosti in medosebnega vedenja
Študije kažejo, da je sprejemljivost povezana z dispozicijsko empatijo. Osebe z višje izraženo sprejemljivostjo poročajo, da lahko brez težav gledajo na svet skozi oči drugih, zavzamejo njihovo perspektivo in čutijo z njimi, toda ne nujno samo pri doživljanju negativnih čustev oz. osebnih stisk.
Pretekle raziskave so pokazale, da so ti kognitivni in čustveni procesi povezani s pomočjo, zato lahko pričakujemo, da bodo osebe z visoko izraženo sprejemljivostjo nudile več pomoči in podpore drugim, celo tujcem. Novejše empirične raziskave podpirajo ugotovitve, da je sprejemljivost povezana z obojim, empatijo in nudenjem pomoči (Graziano, Habashi, Sheese in Tobin, 2007).
Sprejemljivost je povezana tudi s kontrolo razočaranja. Zaradi motivacije po vzdrževanju dobrih odnosov z drugimi, so osebe z visoko izraženo sprejemljivostjo bolj pripravljene oz. bolje zmožne regulirati neizogibna razočaranja, ki se dogajajo v interakcijah z drugimi.
Haas, Omura, Constable in Canli (2007) so odkrili, da je sprejemljivost, pri izpostavljenosti negativnemu čustvenemu dražljaju, povezana z aktivacijo v desnem lateralnem prefrontalnem korteksu. Ti rezultati sugerirajo, da se posamezniki z visoko izraženo sprejemljivostjo,ko z izpostavljeni negativnemu dražljaju, avtomatično lotijo procesa čustvene regulacije.
Novejše empirično delo kaže, da je sprejemljivost povezana  s čustvenimi procesi, predvsem v medosebnih situacijah. Tobin in kolegi (2000, v: Graziano in Tobin, 2009) so odkrili, da posamezniki z visoko izraženo sprejemljivostjo doživljajo močnejše čustvene reakcije na določene dražljaje in vlagajo več truda v regulacijo teh čustev kot njihovi vrstniki.
Tobin, Kieras in Graziano (2003, v: Graziano in Tobin, 2009 ) pa so odkrili, da otroci z visoko izraženo sprejemljivostjo prikazujejo manj negativnih čustev, ko prejmejo neželeno darilo, kot pa otroci z nizko izraženo sprejemljivostjo. Tako je sprejemljivost povezana z večjo dovzetnostjo in regulacijo negativnih emocij pri otrocih in odraslih.
Sprejemljivost v družini
V študiji 256 nizozemskih dvostarševskih družin z dvema mladostnikoma so Branje, van Lieshout in van Aken (2005) raziskovali, če je povezava med sprejemljivostjo in podporo, posplošena preko vseh odnosov ali se pojavi le v določenih odnosih. Analiza modela socialnih odnosov kaže, da posamezniki, ki zaznavajo svoje družinske članke kot bolj sprejemljive, zaznavajo več podpore od družinskih članov v vseh odnosih. Tudi posamezniki, ki so zaznani kot bolj sprejemljivi, so zaznani kot bolj podporni v vseh odnosih, razen z materjo. Posamezniki, ki zaznavajo določene družinske člane kot bolj sprejemljive zaznavajo te določene  družinske člane tudi kot bolj podporne. Kakorkoli, posamezniki ki so zaznani kot bolj sprejemljivi zaznavajo več podpore le znotraj določenih odnosov. Tako so sprejemljivi družinski člani podporni v vseh odnosih, toda sprejemljivi družinski člani zaznavajo podporo le znotraj določenih odnosov.
Posamezniki z visoko izraženo sprejemljivostjo so motivirani za ohranjanje pozitivnih odnosov z drugimi (Jensen-Campbell in Graziano, 2001), nagibajo se k zaznavanju več podpore od družinskih članov in družinski člani jih zaznavajo kot bolj podporne (Branje, Van Lieshout in Van Aken, 2004, v: Branje, van Lieshout in van Aken, 2005). Sprejemljivim posameznikom ni treba biti v podporo vsakomur, prav tako pa  vsak ne bo podpiral njih. Povezave med podporo in sprejemljivostjo se lahko pojavijo v vseh odnosih in v določenih odnosih. Povezava v vseh odnosih se zgodi, ko posameznik zaznava vse družinske člane kot sprejemljive in podporne ali ko je posameznik zaznan kot sprejemljiv in podporen s strani vseh družinskih članov.
Povezava v določenih odnosih se zgodi, ko posameznik zaznava določnega člana družine kot sprejemljivega in podpornega ali ko posameznik zaznava določenega člana družine kot sprejemljivega in ta določeni član zaznava posameznika kot podpornega. Posamezniki z višje izraženo sprejemljivostjo verjetno interpretirajo in se odzivajo bolj pozitivno na vedenje drugih in tako olajšajo socialna vedenja, kot je npr. intimnost.(Finch in Graziano, 2001, v: Branje, van Lieshout in van Aken 2005).